# Baatarchüügiin Badsarwaanj
Baatarchüügiin Badsarwaanj (* 8. November 1990) ist ein mongolischer Eishockeytorwart, der seit 2012 bei Continental in der mongolischen Eishockeyliga spielt.

## Karriere
Baatarchüügiin Badsarwaanj begann seine Karriere bei Bilegtchüü in der mongolischen Eishockeyliga. Seit 2012 spielt er für den Ligakonkurrenten Continental.

### International
Im Juniorenbereich spielte Badsarwaanj für die Mongolei bei der U18-Weltmeisterschaft 2008 in der Division III und wurde zum besten Spieler seiner Mannschaft gewählt.
Badsarwaanj nahm für die mongolische Nationalmannschaft an den Weltmeisterschaften der Division III 2010, der Qualifikation für die Weltmeisterschaft der Division III 2013 und der Weltmeisterschaft der Division IV in den Jahren 2023, als er zum besten Torwart des Turniers gewählt wurde, und 2024, als er mit der geringsten Gegentorrate zum Aufstieg der Mongolen in die Division III beitrug, teil. 2009 war er ebenfalls nominiert, jedoch konnten die Mongolen am Turnier in Dunedin nicht teilnehmen, weil sie keine Visa erhielten. Auch 2011 gehörte er zum Kader, aber die Mongolei zog aufgrund finanzieller Schwierigkeiten und fehlender Ausrüstung vom Turnier zurück. Zudem stand er 2010 (ohne Einsatz), 2016, 2017, 2018 und 2019 beim IIHF Challenge Cup of Asia sowie bei den Winter-Asienspielen 2011 und 2017 im Aufgebot seines Landes. 

## Erfolge und Auszeichnungen
| - 2016 Bronzemedaille beim IIHF Challenge Cup of Asia - 2017 Silbermedaille beim IIHF Challenge Cup of Asia - 2018 Goldmedaille beim IIHF Challenge Cup of Asia - 2019 Goldmedaille beim IIHF Challenge Cup of Asia | - 2023 Bester Torhüter der Weltmeisterschaft der Division IV - 2024 Aufstieg in die Division III, Gruppe B bei der Weltmeisterschaft der Division IV - 2024 Geringster Gegentorschnitt der Weltmeisterschaft der Division IV |